# Mölnesjön (Ödenäs socken, Västergötland)
Mölnesjön är en sjö i Alingsås kommun i Västergötland och ingår i Göta älvs huvudavrinningsområde. Sjön har en area på 0,0787 kvadratkilometer och ligger 153,9 meter över havet.

## Delavrinningsområde
Mölnesjön ingår i det delavrinningsområde (641435-130864) som SMHI kallar för Utloppet av Ören. Medelhöjden är 176 meter över havet och ytan är 10,69 kvadratkilometer. Räknas de 4 avrinningsområdena uppströms in blir den ackumulerade arean 36,83 kvadratkilometer. Laxån som avvattnar avrinningsområdet har biflödesordning 3, vilket innebär att vattnet flödar genom totalt 3 vattendrag innan det når havet efter 54 kilometer. Avrinningsområdet består mestadels av skog (74 %). Avrinningsområdet har 1,67 kvadratkilometer vattenytor vilket ger det en sjöprocent på 15,6 %.